# Thunbergia subcordatifolia
Thunbergia subcordatifolia är en akantusväxtart som beskrevs av De Wild.. Thunbergia subcordatifolia ingår i släktet thunbergior, och familjen akantusväxter. Inga underarter finns listade i Catalogue of Life.